# Mięsień
Mięsień (łac. musculus) – kurczliwy narząd, jeden ze strukturalnych i funkcjonalnych elementów narządu ruchu, stanowiący jego element czynny. Występuje u wyższych bezkręgowców i u kręgowców. Jego kształt i budowa zależy od roli pełnionej w organizmie.
Mięśnie zbudowane są z tkanki mięśniowej. Połączone z elementami szkieletu, w wyniku skurczów mięśniowych kurczą się i rozkurczają, powodując ruchy poszczególnych elementów szkieletu względem siebie. Źródłem energii, z którego korzysta mięsień, jest zmagazynowany w nim glikogen lub glukoza dostarczona przez krew. Działanie mięśni uzależnione jest od oporu stawianego przez szkielet (hydrostatyczny lub twardy).
Liczba mięśni człowieka jest określana na 300–500, nie licząc mięśni przywłosowych. Wg Eislera mięśni szkieletowych jest 329, oprócz 49 mięśni poprzecznie prążkowanych trzew i narządów zmysłów. U mężczyzn mięśnie stanowią około 65-80% masy ciała, a u kobiet około 60-65% niższe wartości świadczą, że w organizmie przeważa tkanka tłuszczowa i woda.

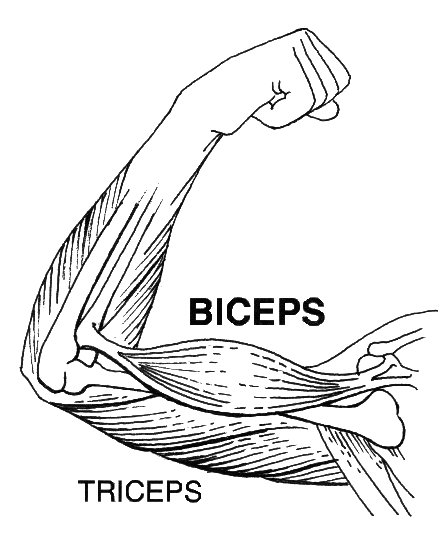
Biceps i triceps – zginacz i prostownik ramienia.

## Typy mięśni
Ze względu na budowę i spełniane funkcje w organizmie wyróżniane są trzy główne typy mięśni:
- mięsień gładki,
- mięsień szkieletowy (poprzecznie prążkowany),
- mięsień sercowy (poprzecznie prążkowany serca).

U bezkręgowców (z wyjątkiem gąbek, parzydełkowców i żebropławów) wyróżniane są następujące typy mięśni:
- mięśnie prążkowane,
- asynchroniczne mięśnie skrzydeł owadów,
- mięśnie gładkie spiralne,
- mięśnie paramiozynowe.

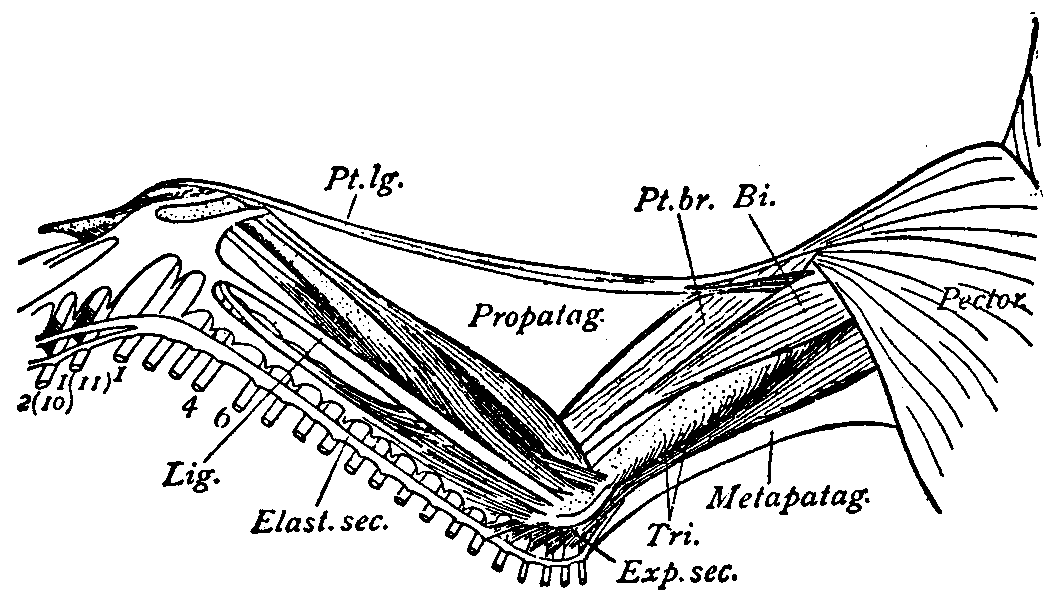
Mięśnie skrzydła ptaka

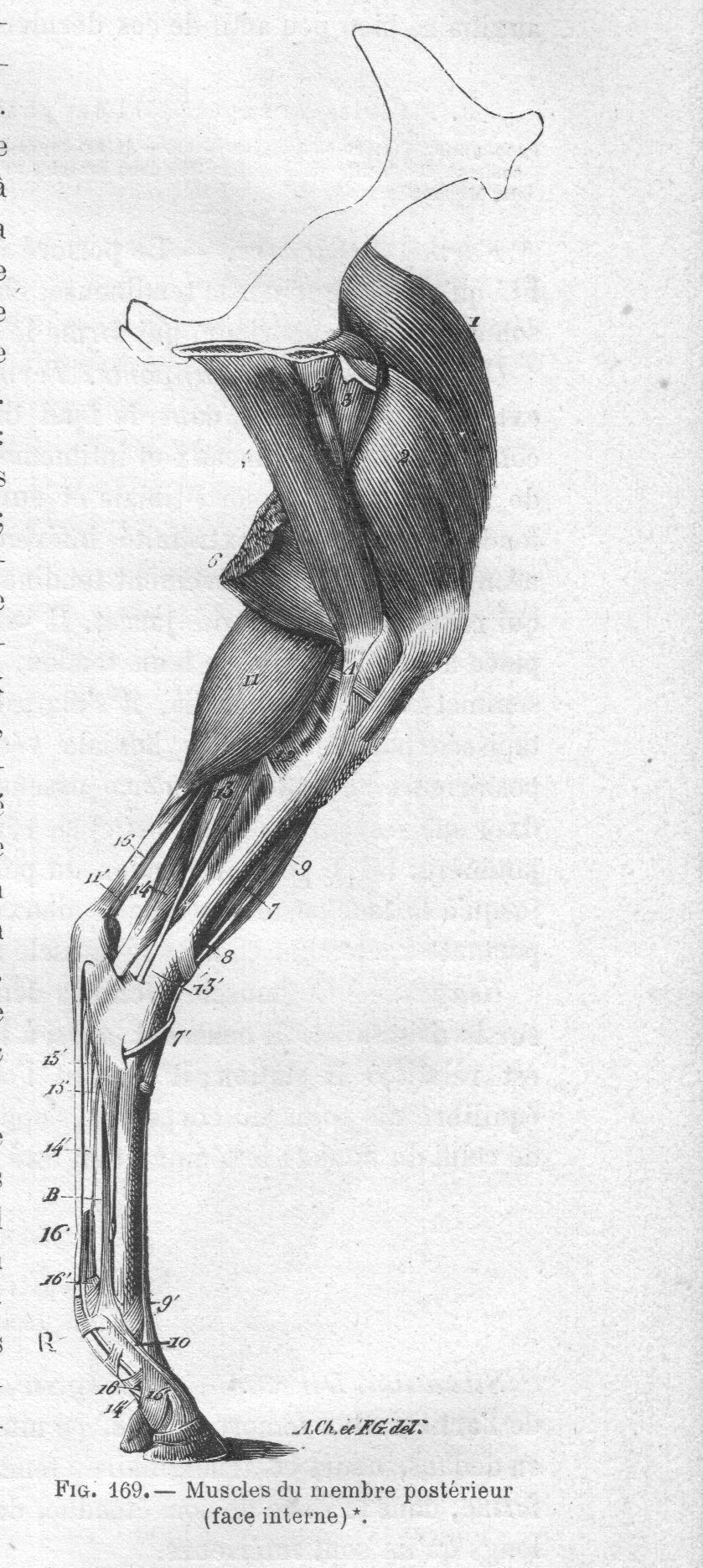
Mięśnie tylnej nogi konia

U kręgowców można wyróżnić mięśnie szkieletowe:
- mięśnie długie (np. w kończynach),
- mięśnie płaskie (np. wyścielające ściany klatki piersiowej i brzucha),
- mięśnie krótkie (np. wokół kręgosłupa),
- mięśnie okrężne (np. oczu, ust, odbytu).

Rodzaje mięśni poprzecznie prążkowanych:
- wrzecionowaty
- dwubrzuścowy
- półpierzasty
- pierzasty
- płaski
- ze smugami ścięgnistymi
- dwugłowy
- okrężny

## Funkcje mięśni
Mięśnie spełniają w organizmie szereg ważnych funkcji umożliwiających:
1. motorykę ciała, kończyn i narządów wewnętrznych,
2. przepływ płynów ciała,
3. regulację ilości płynów w organizmie,
4. prawidłową postawę ciała (np. mięśnie antygrawitacyjne kręgowców),
5. termogenezę (wytwarzanie ciepła w organizmie).
6. regulację stanów zapalnych[2][3]